# Bergens Tidende
Bergens Tidende («Els temps de Bergen» en noruec) és un diari publicat a Bergen (ciutat noruega). Amb una tirada de 88.867 exemplars és llegit diàriament per més de 250.000 persones. És el diari de més difusió de tot el comtat de Hordaland.
El Bergens Tidende dona llibertat als seus periodistes per escriure en la versió del noruec que prefereixin. Tanmateix, hi ha l'acòrd tàcit de publicar els assumptes relatius a Bergen en bokmål i els referents als municipis de predomini de nynorsk o els comtats de Hordaland i Sogn og Fjordane (on també és molt llegit), en nynorsk.
El diari fou fundat per Johan Wilhelm Eide i aparegué publicat per primera vegada el 2 de gener de 1868. És doncs un dels diaris més antics de Noruega.
Einar Hålien n'és el director (2004).